# 珀賴因維爾 (新澤西州)
珀賴因維爾（英語：Perrineville）是位於美國新澤西州蒙茅斯縣的非建制地區。

## 歷史
珀賴因維爾的郵局自1837年營運至今。

## 地理
珀賴因維爾所處的海拔為高於海平面47米（即154英呎），而該地所採用的時區為UTC-5，即北美东部时区（EST）。同時該地設有夏令時間，為UTC-5調快一小時，即UTC-4（EDT）。